# マロロス駅
マロロス駅は、フィリピンブラカン州マロロスにあるフィリピン国鉄(PNR)北方本線の駅。
1891年3月24日に開業した。1892年11月24日にはマニラからダグパンまでの営業が行われた。しかし、1980年代に北方線は徐々に運行が少なくなり、1991年のピナトゥボ山噴火によってほぼ廃線状態となった。
現在フィリピンでは鉄道の回復事業が行われており、マロロス駅はPNRの鉄道用地を利用した南北通勤鉄道の17の駅のひとつとなる予定である。これによりルソン中部やマニラ首都圏と再び鉄路によって連絡する計画で、第一期工事の終点となっており2022年現在、日本の円借款により、マロロスから首都圏マニラを縦貫する南北通勤鉄道（約38キロメートル）の整備が進められている。建設は2022年までに完了し運行開始される予定である。

## 註
1. ↑  “17 stations of Manila-Clark Railway announced” (英語). Rappler 2018年7月22日閲覧。
2. ↑  “日立、フィリピンの南北通勤鉄道のデジタルな鉄道システムを受注”.   日立製作所 (2022年11月27日). 2022年11月27日閲覧。